# Only One Flo (Part 1)
Only One Flo (Part 1) é o terceiro álbum de estúdio do rapper, cantor e compositor Flo Rida, que foi lançado em 30 de novembro de 2010. O álbum não teve muita repercussão, pois na primeira semana, vendeu apenas 11.000 cópias nos Estados Unidos. 

## Antecedência
A produção executiva ficou por conta de Mike Caren, Elvin "Big Chuck" Prince, Eric "E Class" Prince e Lee "Freezy" Prince, além da colaboração do próprio Flo Rida. Este é o primeiro álbum de Flo Rida pela Poe Boy Entretenimento, e também o primeiro dos três à não receber o selo de "Consulta Parental". O álbum conta com participações de vários artistas, entre os cantores que colaboraram neste são Kevin Rudolf e Akon, e entre os rappers convidados, incluem na lista Ludacris e Gucci Mane. O álbum era para, originalmente, conter como convidados, os rappers Lil' Wayne e Jay Rock. A produção foi realizada pelo DJ francês David Guetta, em conjunção com outros produtores como Max Martin, DJ Frank E e conhecido Dr. Luke.

## Singles
Um single promocional, chamado "Zoosk Girl", cujo participa T-Pain, foi lançado na internet, embora a música não estar incluída no álbum, o single tem o seu próprio videoclipe. Em 28 de junho de 2010, Flo Rida lançou a música "Club Can’t Handle Me", que credita David Guetta como convidado, o que indicava que este seria o primeiro single oficial do álbum. A música também foi destaque na trilha sonora do filme “Step Up 3D”. Em 2 de novembro de 2010, "Come With Me" foi lançado como o primeiro single promocional do álbum, juntamente com "Puzzle", produzido e colaborado por Electrixx, que não é incluído no álbum. Em 16 de novembro de 2010, "Turn Around (5, 4, 3, 2, 1)" foi lançado como o segundo single oficial de promoção do álbum através do iTunes.

## Recepção

### Recepção crítica
Após a seu lançamento, “Only One Flo (Part 1)” recebeu críticas mistas dos demasiados críticos musicais. No Metacritic, que atribui uma avaliação normalizada em 100 pontos máximos, o álbum recebeu uma pontuação média de 58, com base em seis analises, o que indica "avaliações mistas ou médias". David Jeffries, da Allmusic, deu ao álbum três estrelas e meia, da nota total que é cinco estrelas, ressaltando as origens dos clubes noturnos presente no álbum. Ele particularmente elogiou a produção de "Who Dat Girl" e do sample de George Kranz e Yello em "Turn Around (5, 4, 3, 2, 1)". Mikael Wood, da Weekly Entretenimento, deu ao álbum um "C" como classificação, lamenta que a qualidade das canções não vão além de "Club Can’t Handle Me". Ele também sentiu que o aparecimento de Ludacris e Gucci Mane em "Why You Up in Here", ofuscaram Flo Rida na faixa.

### Performance comercial
O álbum foi um fracasso comercial, estrelando no número 107 na Billboard 200, com vendas de aproximadamente 11 mil cópias. O álbum também alcançou o número 82 na principal parada musical da Austrália.

## Lista das músicas
| Only One Flo (Part 1) – edição padrão |                                                             | |                                             |         |  |
| N.º                                   | Título                                                      | Compositor(es) | Produtor(es)                                | Duração |  |
| 1.                                    | "On and On" (com Kevin Rudolf)                              | Axwell Jacob Kasher Kevin Rudolf Mike Caren Tramar Dillard | Axwell                                      | 2:58    |  |
| 2.                                    | "Turn Around (5, 4, 3, 2, 1)"                               | Alexander Izquierdo Clarence Coffee Dada Life Dieter Meier George Kranz Jordan Johnson Josh Thomas Justin Franks Marcus Lomax Priscilla Polete Stefan Johnson Tramar Dillard Xplicit | DJ Frank E Dada Life                        | 3:20    |  |
| 3.                                    | "Come with Me"                                              | Antario Dion Holmes Carmen Key Hussein Fatal John Maultsby Jordan Suecof Joseph Paquette Katari Cox Yafeu Fula Rufus Lee Cooper Tupac Shakur Tyrone Wrice                            | Infinity Antario Holmes                     | 3:02    |  |
| 4.                                    | "Who Dat Girl" (com Akon)                                   | Benny Blanco Bruno Mars Claude Kelly Dr. Luke Philip Lawrence Tramar Dillard | Dr. Luke Max Martin Benny Blanco            | 3:19    |  |
| 5.                                    | "21" (com Laza Morgan)                                      | Julian Bunetta Boi-1da Ester Dean Jordan Evans Jordan Lewis T-Minus | Boi-1da Ester Dean                          | 3:52    |  |
| 6.                                    | "Respirator"                                                | Tramar Dillard Tony Scales Carlos McKinney | Los Da Mystro Tramar Dillard                | 3:12    |  |
| 7.                                    | "Club Can't Handle Me" (com David Guetta)                   | Carmen Key David Guetta Frédéric Riesterer Giorgio Tuinfort Kasia Livingston Mike Caren Tramar Dillard                                                                               | David Guetta Frédéric Riesterer             | 3:52    |  |
| 8.                                    | "Why You Up in Here" (com Ludacris, Git Fresh e Gucci Mane) | Gucci Mane Jerome Foster Ludacris Marcus Slade Sydne George Tramar Dillard Wayne Thomas                                                                                              | Knobody Marcus Slade Slade Da Monsta wayneO | 3:36    |  |
| Duração total:                        | Duração total:                                              | Duração total: | Duração total:                              | 27:11   |  |

| Versão de luxo do iTunes Store |                                                               |                                                  |               |         |  |
| N.º                            | Título                                                        | Compositor(es)                                   | Produtor(es)  | Duração |  |
| 9.                             | "Momma"                                                       | Carmen Key David Siegel John Maultsby Mike Caren | Mike Caren    | 2:53    |  |
| 10.                            | "Club Can't Handle Me" (vídeo-clipe musical com David Guetta) |                                                  | Marc Klasfeld | 3:54    |  |

## Créditos
Lista-se abaixo todos os profissionais envolvidos na elaboração de Only One Flo (Part 1):
| - Flo Rida – compositor, produtor executivo, vocal principal - Aaron Bay-Schuck – A&R, diretor - Akon – vocal - John Armstrong – engenheiro - Axwell – compositor, engenheiro, produtor - Erica Bellarosa – advogado legal - Nick Bilardello – diretor de arte, design - Benny Blanco – compositor, produtor, programador - Boris Blank – compositor - Boi-1da – compositor, produtor - Candice Boyd – vocal - Julian Bunetta – compositor - Christine Calip – advogada legal - Nick Carcaterra – publicidade - Mike Caren – A&R, compositor, diretor, produtor executivo, produtor vocal - Rufus Lee Copper – compositor - Olle Corneer – compositor - Katari T. Cox – compositor - Brian "Busy" Dackowski – marketing - Dada Life – produtor - Ester Dean – compositor - Anne Decelemente – A&R, administração - Aubry "Big Juice" Delaine – engenheiro - Megan Dennis – coordenador de produção - Dr. Luke – compositor, produtor, programador - Stefan Engblom – compositor - Scott Felcher – advogado legal - Jerome Foster – compositor - Sandrine Fouilhoux – estilista - Frank E. – produtor - Justin Franks – compositor - Evan Freifeld – advogado legal - Yafeu Fula – compositor - Chris Gehringer – masterização - Sydne George – compositor - Serban Ghenea – mixagem - Rob Gold – gerente de arte - Tatiana Gottwald – assistente - Gucci Mane – compositor, vocal - David Guetta – compositor, produtor - John Hanes – engenheiro - Dionnee Harper – direção, marketing - Sam Holland – engenheiro - Antario Dion Holmes – compositor, teclados, produtor - Infinity – produtor - Joanne "Joey" Joseph – A&R, coordenação - Jacob Kasher – compositor | - Claude Kelly – compositor, voz de fundo - Carmen Key – compositor - Knobody – produtor - George Kranz – compositor - Philip Lawrence – compositor - Jordan Lewis – compositor - Kasia Levingston – compositor - Los da Mystro – compositor, produtor - Ludacris – compositor, vocal - Erik Madrid – assistente, engenheiro - Fabian Marasciullo – mixagem - Manny Marroquin – mixagem - Bruno Mars – compositor - John Maultsby – compositor - Catharine McNelly – publicidade - Dieter Meier – compositor - J.P. "The Specialist" Negrete – A&R, coordenação, engenheiro, produtor vocal - Chris "Tek" O'Ryan – engenheiro - Joseph Paquette – compositor - Christian Plata – assistente - Priscilla Polete – compositor, vocal - Elvin "Big Chuck" Prince – produtor executivo - Eric "E Class" Prince – produtor executivo - Lee "Freezy" Prince – produtor executivo, gerenciamento - Irene Richter – produtor coordenativo - Fred Riesterer – compositor, produtor - Tim Roberts – engenheiro assistente - Kevin Rudolf – compositor, vocal - Tony Scales – compositor - Alex Schwartz – A&R, coordenação - Theo Sedlmayr – advogado legal - Tupac Shakur – compositor - Pamela Simon – gerente de acondicionamento - Marcus Slade – compositor, produtor - Jordan Suecof – compositor - Wayne Thomas – compositor - Giorgio Tuinfort – compositor, programação - Is Vantage – engenheiro - Bruce Washington – compositor - Wayne-O – produtor - Tyler "T-Minus" Williams – compositor - Zach Wolfe – fotografia - Guy Wood – estilista - Tyrone Wrice – compositor - Emily Wright – engenheiro - Xplicit – compositor |

## Desempenho nas paradas musicais
| Parada musical (2010)                         | Posição |
| --------------------------------------------- | ------- |
| Austrália - ARIA Albums Chart                 | 82      |
| Estados Unidos - Billboard 200                | 107     |
| Estados Unidos - Billboard R&B/Hip-Hop Albums | 21      |
| Reino Unido - UK Albums Download Chart        | 179     |
| Reino Unido - UK R&B Chart                    | 26      |